# Marcos Llorente
Marcos Llorente Moreno (Madrid, 1995. január 30. –) spanyol válogatott labdarúgó, az Atlético Madrid játékosa.

## Pályafutása

### Klubcsapatokban
Marcos Llorente Madridban született és 2008-ban csatlakozott a Real Madrid ifjúsági akadémiájához, tizenhárom éves korában. 2014 júliusában, a Juvenil csapatban együtt dolgozott Zinédine Zidane, aki felvitte a tartalékokhoz, majd később a felnőtteknél az edzője lett.
2014. augusztus 24-én mutatkozott be az akkor másodosztályú Real Madrid Castillában a városi rivális Atlético második csapata elleni mérkőzésen. A 2014-2015-ös szezonban 25 mérkőzésen lépett pályára, összesen 1637 percet töltött a játéktéren.
2015-2016-os szezont megelőzően részt vett az első csapat felkészülési mérkőzésein. Október 17-én debütált a csapatban és a spanyol élvonalban;  Mateo Kovačić helyére állt be a Levante 3–0-s hazai legyőzésekor. 2016. augusztus 10-én a Llorentét egy idényre kölcsönadták az élvonalba feljutott Deportivo Alavésnek.
2017. szeptember 23-án meghosszabbította szerződését, amely 2021 nyaráig szólt. A bajnokságban tizenhárom alkalommal lépett pályára, és egyszer a Bajnokok Ligájában is lehetőséget kapott, így részese volt a klub egymást követő harmadik, összességében tizenharmadik kupagyőzelmének a legrangosabb európai klubsorozatban.
2018. december 22-én szerezte meg első gólját a Real Madridban a 2018-as klubvilágbajnokság döntőjében, az Egyesült arab emírségekbeli Al-Ain ellen. A mérkőzést 4–1-re nyerte meg a spanyol csapat, Llorentét pedig a találkozó legjobbjának választották.
2019. június 20-án az Atlético Madridhoz igazolt. 2021. augusztus 18-án 2027-ig hosszabbított.

## Statisztika

### Klubcsapatokban
Legutóbb frissítve 2021. augusztus 15-én lett.
| Klub                | Szezon         | League | League | Nemzeti kupa | Nemzeti kupa | Nemzetközi kupa | Nemzetközi kupa | Egyéb | Egyéb | Összesen | Összesen |
| Klub                | Szezon         | Mérk.  | Gólok  | Mérk.        | Gólok        | Mérk.           | Gólok           | Mérk. | Gólok | Mérk.    | Gólok    |
| ------------------- | -------------- | ------ | ------ | ------------ | ------------ | --------------- | --------------- | ----- | ----- | -------- | -------- |
| Real Madrid B       | 2014–15        | 25     | 0      | —            | —            | —               | —               | —     | —     | 25       | 0        |
| Real Madrid B       | 2015–16        | 33     | 3      | —            | —            | —               | —               | 4     | 0     | 37       | 3        |
| Real Madrid B       | Összesen       | 58     | 3      | —            | —            | —               | —               | 4     | 0     | 62       | 3        |
| Real Madrid         | 2015–16        | 2      | 0      | 1            | 0            | 0               | 0               | —     | —     | 3        | 0        |
| Alavés (kölcsönben) | 2016–17        | 32     | 0      | 6            | 0            | —               | —               | —     | —     | 38       | 0        |
| Real Madrid         | 2017–18        | 13     | 0      | 6            | 0            | 1               | 0               | 0     | 0     | 20       | 0        |
| Real Madrid         | 2018–19        | 7      | 0      | 5            | 1            | 2               | 0               | 2     | 1     | 16       | 2        |
| Real Madrid         | Összesen       | 22     | 0      | 12           | 1            | 3               | 0               | 2     | 1     | 39       | 2        |
| Atlético Madrid     | 2019–20        | 29     | 3      | 1            | 0            | 4               | 2               | 2     | 0     | 36       | 5        |
| Atlético Madrid     | 2020–21        | 37     | 12     | 0            | 0            | 8               | 1               | —     | —     | 45       | 13       |
| Atlético Madrid     | 2021–22        | 1      | 0      | 0            | 0            | 0               | 0               | 0     | 0     | 1        | 0        |
| Atlético Madrid     | összesen       | 67     | 15     | 1            | 0            | 12              | 3               | 2     | 0     | 82       | 18       |
| Teljes karrier      | Teljes karrier | 179    | 18     | 19           | 1            | 15              | 3               | 8     | 1     | 221      | 23       |

### A válogatottban
Legutóbb frissítve 2021. július 6-án lett.
| Nemzeti csapat | Év       | Pályára lépések | Gólok |
| -------------- | -------- | --------------- | ----- |
| Spanyolország  | 2020     | 1               | 0     |
| Spanyolország  | 2021     | 8               | 0     |
| Összesen       | Összesen | 9               | 0     |

## Sikerei, díjai

### Klub
- Real Madrid Castilla:
  - Segunda División B: 2015–16
- Real Madrid:
  - UEFA-bajnokok ligája: 2017–2018
  - UEFA-szuperkupa: 2017
  - FIFA-klubvilágbajnokság: 2017, 2018

- Atlético Madrid:
  - La Liga – Bajnok: 2020–21

### Spanyol U21
- U21-es Európa-bajnokság döntős: 2017

## Család
Nagybátya, Jose Luis és Toñín a Real Madrid kosárlabda csapatában játszottak, édesanya, Gelu Moreno pedig válogatott szinten képviselte Spanyolországot. Családjában több labdarúgó is volt, akik a Real Madridban is szerepeltek, Francisco Gento, Grosso, Francisco Gento.